# Winnebago megye (Illinois)
Winnebago megye az Amerikai Egyesült Államokban, azon belül Illinois államban található. Megyeszékhelye és legnagyobb városa Rockford. Lakosainak száma 285 350 fő (2020. április 1.). Winnebago megye Rock, DeKalb, Ogle, Green, Boone és Stephenson megyékkel határos.

## Népesség
A megye népességének változása:
| Lakosok száma | 295 147 | 293 651 | 291 844 | 290 666 | 287 078 | 285 350 |
|               | 2010    | 2011    | 2012    | 2013    | 2015    | 2020    |